# Franco Balmamion
Franco Balmamion (11 de janeiro de 1940, Nole) foi um ciclista profissional que representou as cores da Itália. Atuou profissionalmente entre 1961 e 1972 .
Foi o vencedor do Giro d'Italia em 1962 e 1963 .